# Plumeria rubra
Плюмерія червона (Plumeria rubra) — вид рослини родини барвінкові.

## Назва
В англійській мові має назву «вест-індійський жасмин» (англ. west indian jasmine).

## Будова
Невелике дерево з товстим сукулентним стовбуром, пучками шкірястих листків та запашними червоними, рожевими, жовтими чи білими квітами.

## Поширення та середовище існування
Зростає від півдня Мексики до півдня Коста Ріки.

## Практичне використання
Вирощується як декоративна рослина у тропіках.

## Галерея

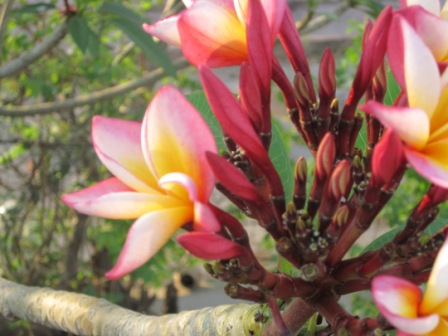
Квіти
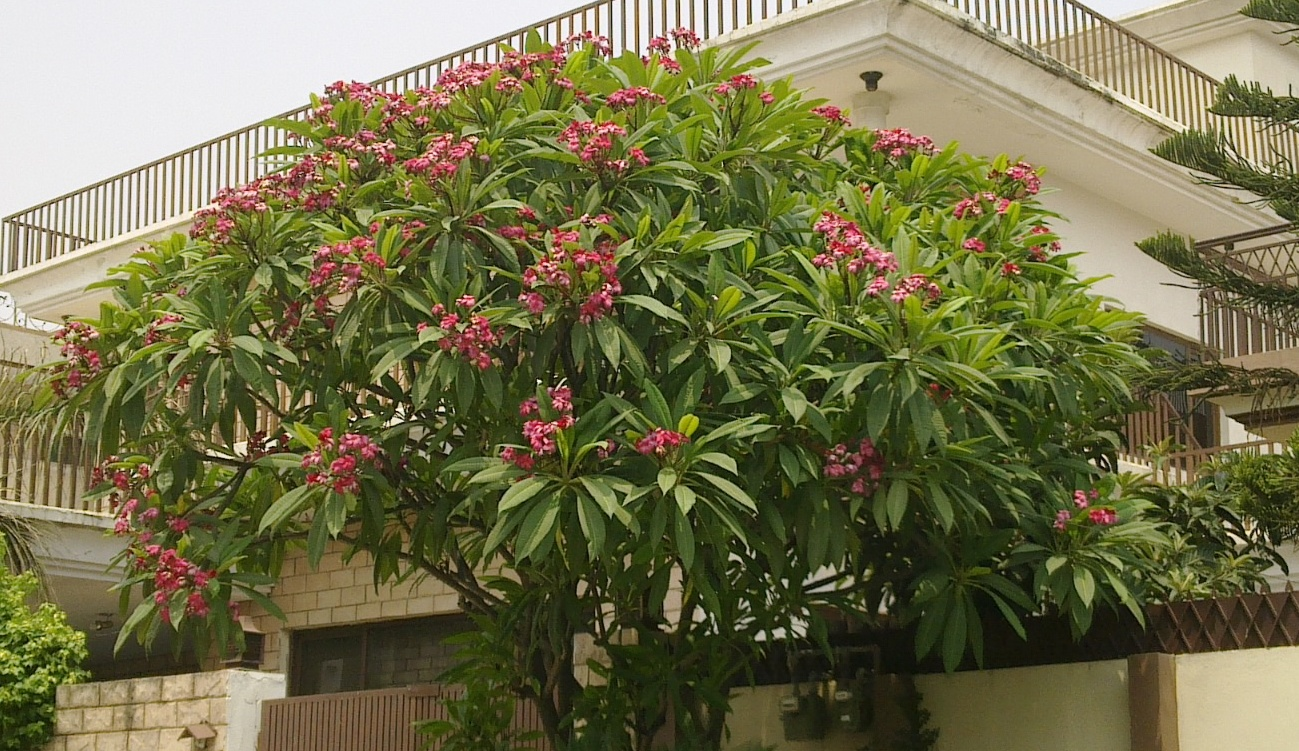
Зовнішній вигляд
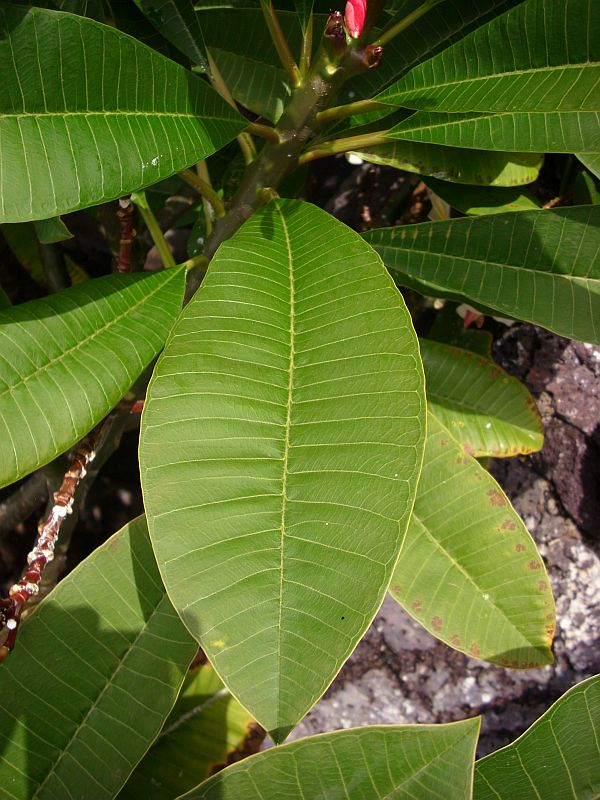
Листя